# Duncano II da Escócia

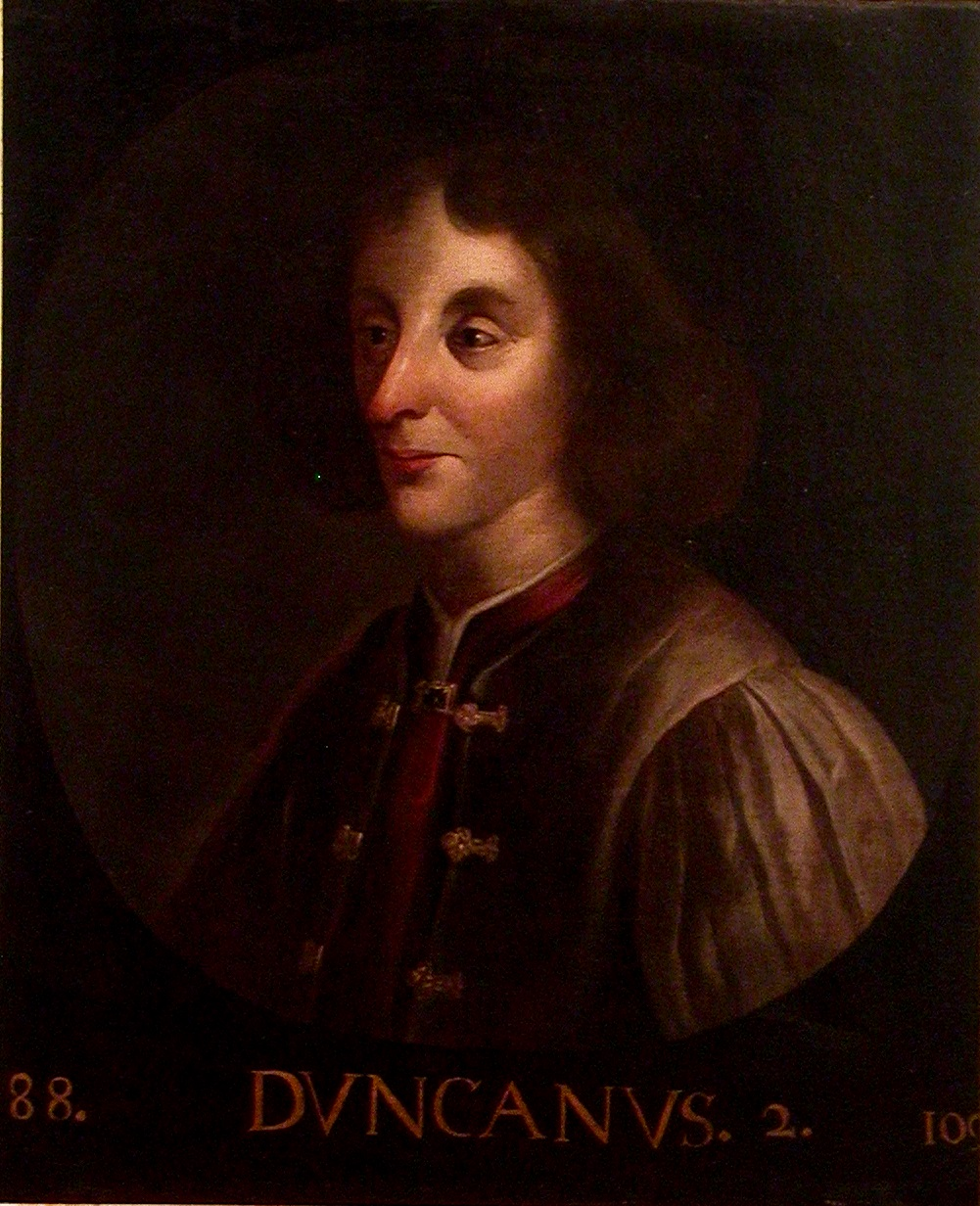
Retrato de Duncan II da Escócia por Jacob Jacobsz de Wet II, agora parte da Royal Collection

Duncano II (em latim: Duncanus) da Escócia, filho de Malcolm III da Escócia com sua primeira esposa, Ingibiorg Finnsdottir, também considerado Duncano V ou Duncano IX, nasceu por volta de 1060 e morreu em novembro de 1094 na batalha de Mondynes (Aberdeenshire) ou de Monthechin, em Kincardineshire; está sepultado na abadia de Dunfermline, Fife.